# Божидар Димитров (футболист, р. 1994)
Божидар Димитров е български професионален футболист, полузащитник, който играе за ФК Карл Цайс (Йена).

## Кариера
Роден е на 6 май 1994 г. в Свищов. Юноша е на столичните ПФК Локомотив (София) и ПФК Левски (София), като Левски откупува правата му на 10-годишна възраст. През лятото на 2011 е трансфериран във ФК Фортуна (Дюселдорф) за неизвестна сума